# Nasa profundiserrata
Nasa profundiserrata är en brännreveväxtart som beskrevs av Weigend. Nasa profundiserrata ingår i släktet färgkronor, och familjen brännreveväxter. Inga underarter finns listade i Catalogue of Life.